# Águas de Chapecó
Águas de Chapecó är en kommun i Brasilien.   Den ligger i delstaten Santa Catarina, i den södra delen av landet, 1 400 km söder om huvudstaden Brasília. Antalet invånare är 6 109.
Omgivningarna runt Águas de Chapecó är en mosaik av jordbruksmark och naturlig växtlighet. Runt Águas de Chapecó är det ganska glesbefolkat, med 34 invånare per kvadratkilometer.